# Rujevít

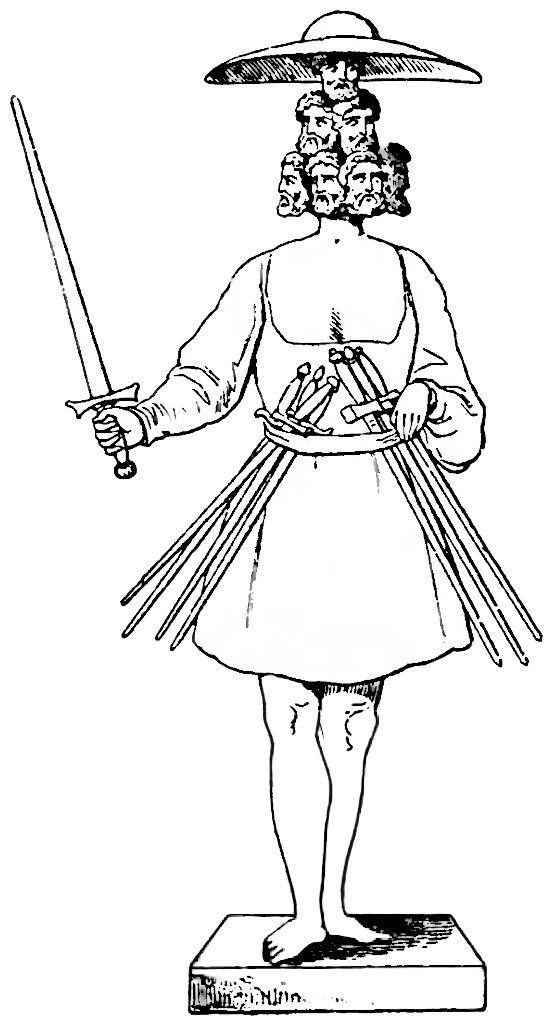
Zobrazení boha Rujevíta z roku 1888 od Adolfa Bastiana

Rujevít (Rugievit, Rinvit, v chorvatské mytologii Davor) je slovanským bohem, jenž byl ctěn ve městě Korenica (dnešní Garz) na Rujáně, společně s Porevítem a Porenutem. Saxo Grammaticus ho srovnává s Martem, jeho kult tedy souvisel především s válečnictvím. Jeho jméno je možné vykládat jako „vládce Rujány“. Knýtligasága jej uvádí jako Rinvita. Existují domněnky, že jeho kult je starší než Svantovítův. Stejně jako Svantovítovi mu byl zasvěcen posvátný bělouš.
Byl zobrazován se sedmi tvářemi, jež vyjadřují moc tohoto božstva, sedmi meči u pasu a jedním v pravé ruce. Jeho idol byl velmi vysoký, neboť biskup Absolon v roce 1168 dosáhl sekyrou jen k jeho bradě, pod ústy sochy měly hnízdo vlaštovky, ony i jejich trus byly tabu. Vlaštovky Slované považovali za posly jara a zároveň za posmrtné zosobnění lidské duše.